# Albert Malmström
Albert Birger Malmström, född den 27 januari 1866 i Gagnefs församling, Kopparbergs län, död den 1 oktober 1944 i Västerås, var en svensk jurist. 
Malmström avlade mogenhetsexamen i Falun 1885 och juris utriusque kandidatexamen vid Uppsala universitet 1895. Efter tjänstgöring i Stockholms rådhusrätt och de centrala ämbetsverken fullgjorde han tingstjänstgöring och var under flera år tillförordnad domhavande. Malmström utnämndes 1913 till häradshövding i Gällivare domsaga, varifrån han 1922 erhöll transport till Västmanlands södra domsaga. När denna upphörde 1928 blev han häradshövding i Västmanlands mellersta domsaga, vilket han förblev till 1936. Under sin tid i Norrbottens län var han krigsdomare i Norrbottens regemente, Bodens artilleriregemente och Bodens ingenjörkår samt hade kommunala uppdrag i Gällivare landskommun, bland annat som ordförande i municipalstyrelsen i Gällivare kyrkostads municipalsamhälle. Efter förflyttningen till Västmanland blev Malmström ordförande i poliskollegiet för Västmanlands läns landstingsområde. Han blev riddare av Nordstjärneorden 1924. Malmström vilar på Hovdestalunds kyrkogård i Västerås.